# 中国之翼
中国之翼（英語：Wings of China，CN：11-2749/U，ISSN 1003-3823）是一本每月发行的机上杂志，由中国国际航空主办发行，中国航空传媒有限责任公司运营。

## 历史
1993年经中华人民共和国新闻出版署批准发行，2002年改名为中国之翼。 杂志配有中英文双语内容。

## 荣誉
在2007年至2009年期间，该杂志依据广告投放量被中国广告协会列入前100家顶级价值杂志。

## 批评
2016年9月因刊登“警告”让旅客远离印巴、黑人聚居区，而被控涉嫌种族歧视。 2016年9月8日发函致歉。